# أليكس غلين
أليكس غلين (بالإنجليزية: Alex Glenn)‏ هو لاعب دوري الرغبي نيوزلندي، ولد في 31 يوليو 1988 في أوكلاند في نيوزيلندا.

## روابط خارجية
- أليكس غلين على موقع ItsRugby.co.uk (الإنجليزية)